# Niebieska Koalicja
Niebieska Koalicja – koalicja centroprawicowych i ludowych partii politycznych w Bułgarii utworzona na początku 2009 roku z myślą o wyborach do Parlamentu Europejskiego w czerwcu oraz wyborach parlamentarnych w lipcu 2009 roku. Liderami bloku koalicyjnego są przewodniczący Związku Sił Demokratycznych Martin Dimitrow oraz przewodniczący Demokratów na rzecz Silnej Bułgarii, Iwan Kostow.

## Członkowie i liderzy
|  | Partia                               | Lider            |
|  | ------------------------------------ | ---------------- |
|  | Związek Sił Demokratycznych          | Martin Dimitrow  |
|  | Demokraci na rzecz Silnej Bułgarii   | Iwan Kostow      |
|  | Bułgarski Związek Ludowy             | Anastazja Moser  |
|  | Bułgarska Nowa Demokracja            | Nikołaj Swinarow |
|  | Bułgarska Partia Socjaldemokratyczna |                  |
|  | Partia Radykalno-Demokratyczna       |                  |

## W przededniu wyborów 2009
W kwietniu 2009 roku na trzy miesiące przed wyborami parlamentarnymi głosami rządzącej lewicowo-liberalnej koalicji oraz ugrupowań nacjonalistycznych Zgromadzenie Narodowe uchwaliło poprawkę do bułgarskiego systemu wyborczego, zakładającą podniesienie progu wyborczego dla koalicji z 4 do 8%. Członkowie Niebieskiej Koalicji oskarżyli rządzących o samowolną i niedemokratyczną próbę wyeliminowania przeciwników politycznych z udziału w wyborach. Wyborczy wynik centroprawicy jest o tyle istotny, że najpewniej zadecyduje o konstrukcji przyszłego rządu: liderzy prowadzącej we wszystkich sondażach partii Obywatele na rzecz Europejskiego Rozwoju Bułgarii podkreślali, że – jeśli nie zdobędą bezwzględnej większości głosów – jedynym partnerem, z którym będą rozmawiać o powołaniu wspólnego gabinetu, będzie właśnie Niebieska Koalicja.
Poprawkę do systemu wyborczego, w oczywisty sposób uderzającą w opozycję, skrytykował były lider BSP prezydent Georgi Pyrwanow, który 15 kwietnia zgłosił wobec niej weto. Jednakże tydzień później parlament weto odrzucił i dopiero decyzja Trybunału Konstytucyjnego, który 12 maja anulował nowelę, definitywnie rozwiązała problem podwyższenia progu wyborczego.
Jednakże, pod koniec maja, Niebieska Koalicja musiała zmierzyć się z kolejnymi trudnościami. Centralna Komisja Wyborcza odmówiła – z powodu błędów w przedstawionej dokumentacji – zarejestrowania bloku w wyborach parlamentarnych. W związku z tym liderzy dwu głównych partii koalicji Iwan Kostow (Demokraci na rzecz Silnej Bułgarii) i Martin Dimitrow (Związek Sił Demokratycznych) oskarżyli jej członków o wspieranie socjalistów (według bułgarskiego prawa ich nominacje zatwierdza rząd) oraz wystosowali list do rządu Czech, które od 1 stycznia 2009 sprawują prezydencję w Unii Europejskiej, z prośbą o przysłanie do Bułgarii międzynarodowych obserwatorów. Dzień później decyzję Komisji uchylił Najwyższy Sąd Administracyjny.

## Wybory do Parlamentu Europejskiego w czerwcu 2009
Niebieska Koalicja w wyborach do Parlamentu Europejskiego zajęła szóste miejsce, za GERBem, socjalistami, Ruchem na rzecz Praw i Wolności, nacjonalistyczną Ataką oraz Narodowym Ruchem na rzecz Stabilności i Postępu. Zdobyła łączenie 204,817 głosów (7,95%) i jeden mandat. Przedstawicielką bloku w Parlamencie będzie była minister spraw zagranicznych w rządzie Iwana Kostowa Nadeżda Michajłowa, która zanotowała drugi – po unijnej komisarz Meglenie Kunewej – wynik w kraju. Gdyby w najbliższym czasie w życie wszedł Traktat Lizboński, gwarantujący Bułgarii nie 17, ale 18 miejsc w Parlamencie, drugim europosłem z ramienia Koalicji zostanie Swetosław Malinow. Michajłowa będzie członkiem Europejskiej Partii Ludowej – Europejskich Demokratów, podobnie jak zwycięzcy bułgarskich wyborów, posłowie GERB-u.